# Renato Sanches
Renato Júnior Luz Sanches, més conegut com a Renato Sanches (Lisboa, 18 d'agost de 1997) és un futbolista portuguès que juga com a migcampista pel  SL Benfica (cedit pel Paris Saint-Germain FC) i per la selecció de futbol de Portugal.
El 2016 va ser guardonat amb el Premi Golden Boy, que és atorgat al millor futbolista mundial menor de 21 anys.

## Palmarès
Benfica SL
- 1 Lliga portuguesa: 2015-16
- 1 Copa de la lliga portuguesa: 2015-16

FC Bayern de Múnic
- 2 Lligues alemanyes: 2016-17, 2018-19
- 1 Copa alemanya: 2018-19
- 1 Supercopa alemanya: 2017

Lille OSC
- 1 Ligue 1: 2020-21
- 1 Supercopa francesa: 2021

París Saint-Germain FC
- 1 Ligue 1: 2022-23

Selecció portuguesa
- 1 Eurocopa: 2016